# Uuden Musiikin Kilpailu
L'Uuden Musiikin Kilpailu, meglio noto attraverso l'acronimo UMK, è un programma televisivo finlandese di genere musicale. Creato dall'ente radiotelevisivo pubblico Yleisradio (Yle), dal 2012 è usato come metodo di selezione nazionale per il paese all'Eurovision Song Contest, sostituendo il Suomen euroviisukarsinta (1961-2011).

## Storia
Dal 2012 al 2014 le edizioni del concorso si sono svolte in quattro serate, che vengono suddivise in due spettacoli di presentazione dei partecipanti, due quarti di finale, una semifinale e la finale. Tra il 2015 ed il 2016 il programma è stato ridotto a tre semifinali composte da  sei canzoni ciascuna, mentre dal 2017 il concorso si svolge in un'unica serata finale, con tra le sette e dieci canzoni partecipanti.
Unica eccezione a tale format sono le edizioni 2018-2019 in cui, dato che l'artista era stato selezionato internamente dall'emittente, il concorso è stato utilizzato per determinare il brano partecipante alla manifestazione europea su tre possibili proposte.

## Regolamento
Le regole per la partecipazione al Uuden Musiikin Kilpailu sono le seguenti:
- possono partecipare tutti i brani non pubblicati o esibiti prima del 1º settembre dell'anno precedente;
- i brani devono avere una durata massima di 3 minuti, e non possono essere stati già proposti e/o selezionati per altre selezioni eurovisive;
- i partecipanti devono avere 16 anni o devono averli compiuti entro la prima semifinale dell'Eurovision Song Contest;

- i partecipanti devono avere pubblicato precedentemente almeno un album o un altro singolo o devono aver sottoscritto un contratto discografico valido;
- cantanti e compositori stranieri possono partecipare, purché collaborino con un cittadino o residente finlandese.

## Edizioni
| Edizione | Conduzione        | Conduzione         | Conduzione             | Periodo          | Periodo          | Puntate | Partecipanti | Vincitore                          | Vincitore        | Sede                | Sede               |
| Edizione | Conduzione        | Conduzione         | Conduzione             | Inizio           | Fine             | Puntate | Partecipanti | Artista                            | Brano            | Sede                | Sede               |
| Edizione | Conduzione        | Conduzione         | Conduzione             | Inizio           | Fine             | Puntate | Partecipanti | Artista                            | Brano            | Semifinali          | Finale             |
| -------- | ----------------- | ------------------ | ---------------------- | ---------------- | ---------------- | ------- | ------------ | ---------------------------------- | ---------------- | ------------------- | ------------------ |
| 1ª       | Anne Lainto       | Joona Kortesmäki   | –                      | 2 febbraio 2012  | 25 febbraio 2012 | 5       | 13           | Pernilla Karlsson                  | När jag blundar  | M1 Studios Club Dom | Helsingin jäähalli |
| 2ª       | Anne Lainto       | Ile Uusivuori      | –                      | 17 gennaio 2013  | 9 febbraio 2013  | 4       | 12           | Krista Siegfrids                   | Marry Me         | Club "Circus"       | Barona Arena       |
| 3ª       | Anne Lainto       | Ile Uusivuori      | –                      | 11 gennaio 2014  | 1º febbraio 2014 | 4       | 12           | Softengine                         | Something Better | Peacock Theatre     | Barona Arena       |
| 4ª       | Rakel Liekki      | Roope Salminen     | –                      | 7 febbraio 2015  | 28 febbraio 2015 | 4       | 18           | Pertti Kurikan Nimipäivät          | Aina mun pitää   | Yle Studios         | Yle Studios        |
| 5ª       | Roope Salminen    | Krista Siegfrids   | –                      | 6 febbraio 2016  | 27 febbraio 2016 | 4       | 18           | Sandhja                            | Sing It Away     | Yle Studios         | Yle Studios        |
| 6ª       | Krista Siegfrids  | –                  | –                      | 28 gennaio 2017  | 28 gennaio 2017  | 1       | 10           | Norma John                         | Blackbird        | –                   | Espoo Metro Arena  |
| 7ª       | Krista Siegfrids  | Mikko Silvennoinen | –                      | 3 marzo 2018     | 3 marzo 2018     | 1       | 1            | Saara Aalto                        | Monsters         | –                   | Espoo Metro Arena  |
| 8ª       | Krista Siegfrids  | Mikko Silvennoinen | Christoffer Strandberg | 2 marzo 2019     | 2 marzo 2019     | 1       | 1            | Darude feat. Sebastian Rejman      | Look Away        | –                   | Logomo             |
| 9ª       | Krista Siegfrids  | Mikko Silvennoinen | –                      | 7 marzo 2020     | 7 marzo 2020     | 1       | 6            | Aksel Kankaanranta                 | Looking Back     | –                   | Mediapolis         |
| 10ª      | Antti Tuisku      | –                  | –                      | 20 febbraio 2021 | 20 febbraio 2021 | 1       | 7            | Blind Channel                      | Dark Side        | –                   | Mediapolis         |
| 11ª      | Paula Vesala      | Mmiisas            | –                      | 26 febbraio 2022 | 26 febbraio 2022 | 1       | 7            | The Rasmus                         | Jezebel          | –                   | Logomo             |
| 12ª      | Samu Haber        | –                  | –                      | 25 febbraio 2023 | 25 febbraio 2023 | 1       | 7            | Käärijä                            | Cha cha cha      | –                   | Logomo             |
| 13ª      | Benjamin Peltonen | Pilvi Hämäläinen   | Viivi Pumpanen         | 10 febbraio 2024 | 10 febbraio 2024 | 1       | 7            | Windows95man feat. Henri Piispanen | No Rules!        | –                   | Nokia Arena        |
| 14ª      | Sanni             | Jasmin Beloued     | –                      | 8 febbraio 2025  | 8 febbraio 2025  | 1       | 6            | Erika Vikman                       | Ich komme        | –                   | Nokia Arena        |

## All'Eurovision Song Contest
| Anno | Cantante                           | Canzone          | Piazzamento all'ESC | Piazzamento all'ESC | Piazzamento all'ESC | Piazzamento all'ESC |
| Anno | Cantante                           | Canzone          | Finale              | Punti               | Semi                | Punti               |
| ---- | ---------------------------------- | ---------------- | ------------------- | ------------------- | ------------------- | ------------------- |
| 2012 | Pernilla Karlsson                  | När jag blundar  | Non qualificata     | Non qualificata     | 12                  | 42                  |
| 2013 | Krista Siegfrids                   | Marry Me         | 24                  | 13                  | 9                   | 64                  |
| 2014 | Softengine                         | Something Better | 11                  | 72                  | 3                   | 97                  |
| 2015 | Pertti Kurikan Nimipäivät          | Aina mun pitää   | Non qualificata     | Non qualificata     | 16                  | 13                  |
| 2016 | Sandhja                            | Sing It Away     | Non qualificata     | Non qualificata     | 15                  | 51                  |
| 2017 | Norma John                         | Blackbird        | Non qualificata     | Non qualificata     | 12                  | 92                  |
| 2018 | Saara Aalto                        | Monsters         | 25                  | 46                  | 10                  | 108                 |
| 2019 | Darude feat. Sebastian Rejman      | Look Away        | Non qualificata     | Non qualificata     | 17                  | 23                  |
| 2020 | Aksel                              | Looking Back     | Edizione cancellata | Edizione cancellata | Edizione cancellata | Edizione cancellata |
| 2021 | Blind Channel                      | Dark Side        | 6                   | 301                 | 5                   | 234                 |
| 2022 | The Rasmus                         | Jezebel          | 21                  | 38                  | 7                   | 162                 |
| 2023 | Käärijä                            | Cha cha cha      | 2                   | 526                 | 1                   | 177                 |
| 2024 | Windows95man feat. Henri Piispanen | No Rules!        | 19                  | 38                  | 7                   | 59                  |
| 2025 | Erika Vikman                       | Ich komme        | 11                  | 196                 | 3                   | 115                 |